# Les Verts (Luxembourg)
Pour les articles homonymes, voir Les Verts.
Les Verts (en luxembourgeois : déi gréng) est un parti politique luxembourgeois écologiste.

## Historique

### 1983-1994
Les Verts ont été fondés le 23 juin 1983 sous le nom de Gréng Alternativ Partei (GAP), en français Parti de l'alternative verte. Aux élections législatives de 1984, le parti obtient deux sièges à la Chambre des députés. Toutefois, le parti se divise en deux formations en 1985, l'une conservant le nom existant, l'autre prenant le nom de Gréng Lëscht Ekologesch Initiativ (GLEI), en français Liste verte, initiative écologiste. Les deux formations participent séparément aux élections législatives de 1989 et gagnent chacune deux sièges.

### Depuis 1994
En 1994, les deux partis présentent une liste commune aux élections législatives, et gagnent ensemble cinq sièges à la Chambre, en récoltant environ 11 % des suffrages, et devenant ainsi la quatrième force parlementaire. Cette même année, l'alliance remporte un des six sièges de députés européens accordés au Luxembourg. En 1995, les deux partis fusionnent officiellement. Mais cette année est également marquée par la perte de l'unique siège au Parlement européen lorsque Jup Weber (lb) quitte le parti.
Lors des élections législatives de 1999, les Verts perdent un nombre considérable de votes (ils tombent à 9 %), mais ils conservent tout de même leurs cinq sièges et regagnent un eurodéputé, lors des élections européennes, en la personne de Claude Turmes. L'alliance verte et libérale fondée par Jup Weber ne réussit pas à concurrencer réellement les Verts (elle récolte 1 % des voix) et ne survit pas à cet échec. 
En 2004, les Verts renouent avec le succès en gagnant sept sièges à la Chambre des députés. Bien que remportant 15 % des votes aux élections européennes, ils n'obtiennent qu'un seul siège. Ils demeurent dans l'opposition, bien que le Parti populaire chrétien-social les ait invités pour la première fois pour des discussions mais sans suite.
Après les élections de 2013, les Verts ont formé une coalition avec le parti socialiste (LSAP) et le parti démocrate (DP) pour accéder, pour la première fois dans leur histoire, au gouvernement. Ils y sont représentés par 3 ministres et un secrétaire d'état.

## Idéologie
Parmi les thèmes de déi gréng, le développement durable et écologique occupe depuis le début une position prioritaire. Des sujets comme une réforme écologique des impôts, le développement des énergies renouvelables ainsi que l'optimisation de leur utilisation, une réforme de la sécurité sociale et des pensions, le droit civique et l'égalité des sexes ont acquis une importance équivalente et croissante. Spécifiquement au Luxembourg, des sujets comme l'intégration et la participation politique des immigrants (qui représentent près de 40 % des citoyens au Luxembourg) sont abordés de façon prioritaire par déi gréng.
D'autres champs politiques et priorités incluent :
- les droits humains ;
- la démocratie ;
- l'égalité des sexes ;
- la non-violence ;
- une Europe écologique et sociale.

## Organisation
Le Congrès est le plus haut organe du parti ; il fixe les stratégies et la ligne politique du parti. Il est ouvert à l'ensemble de ses membres. Tous les deux ans, le congrès élit les organes dirigeants du parti. Ils consistent en deux porte-parole, un comité exécutif au sein duquel les Jeunes Verts (déi jonk gréng) et le conseil à l'égalité entre hommes et femmes sont également représentés, le conseil exécutif qui représente le congrès, le trésorier et le bureau de contrôle financier.

### Historique des dirigeants
En juin 2018, Françoise Folmer quitte la présidence du parti. Elle avait remplacé Sam Tanson depuis mars 2015. Lors d'un congrès national organisé le 16 mars 2019, Christian Kmiotek est confirmé dans sa fonction de vice-président alors que Djuna Bernard est élue pour l'accompagner.
Seul candidat pour remplacer Christian Kmiotek à la coprésidence du parti, Meris Šehović devait être désigné au cours du congrès qui aurait dû avoir lieu le 27 juin 2020. Toutefois, le congrès en « mode digital » est reporté à une date ultérieure en raison de la suspicion d'infection au Covid-19 de l'un des membres du comité d'organisation. Finalement, le 9 juillet suivant, le congrès qui a lieu en ligne permet d'élire officiellement Meris Šehović à la coprésidence du parti.
En mars 2021, Djuna Bernard et Meris Šehović sont réélus à la présidence du parti en l'absence d'opposition.
| Co-présidents | Dates                                                |
| ------------- | ---------------------------------------------------- |
| Djuna Bernard | Depuis le 16 mars 2019 (6 ans, 2 mois et 27 jours)   |
| Meris Šehović | Depuis le 9 juillet 2020 (4 ans, 11 mois et 3 jours) |

## Résultats électoraux

### Élections communales
Depuis 1993, les Verts présentent des candidats au niveau communal. En 2011, les Verts ont 57 conseillers communaux, participant à plusieurs coalitions communales avec 18 échevins et occupent trois postes de bourgmestres : Roberto Traversini à Differdange, Henri Kox à Remich et Edgard Arendt à Betzdorf.

### Élections législatives
| Année | %     | Sièges | Députés, |
| ----- | ----- | ------ | --- |
| 1984  | 5,2   | 2 / 64 | Jup Weber (en) (1984-1989), Jean Huss (1984-1987), Guy Bock (1987-1989)                                                                                             |
| 1989  | 12,5  | 4 / 60 | Jup Weber (en) (1989-1994), Nick Clesen (1989-1994), Jean Huss (1989-1992), Robert Garcia (1992-1994), François Bausch (1989-1992), Jean Geisbusch (lb) (1992-1994) |
| 1994  | 10,9  | 5 / 60 | Robert Garcia, François Bausch, Renée Wagener, Camille Gira, Jean Huss                                                                                              |
| 1999  | 9,1   | 5 / 60 | Robert Garcia (1999-2003), Dagmar Reuter-Angelsberg (2003-2004), François Bausch, Renée Wagener, Camille Gira, Jean Huss                                            |
| 2004  | 11,6  | 7 / 60 | Félix Braz, Henri Kox, François Bausch, Camille Gira, Viviane Loschetter, Claude Adam, Jean Huss                                                                    |
| 2009  | 11,71 | 7 / 60 | Félix Braz, Henri Kox, François Bausch, Camille Gira, Viviane Loschetter, Claude Adam, Jean Huss (jusqu'en juillet 2011) remplacé par Josée Lorsché                 |
| 2013  | 10,13 | 6 / 60 | Viviane Loschetter, Josée Lorsché, Claude Adam, Henri Kox, Roberto Traversini, Christiane Wickler (2013-2014) remplacé par Gérard Anzia (2014-2018)                 |
| 2018  | 15,12 | 9 / 60 | Josée Lorsché, Henri Kox, Djuna Bernard, François Benoy, Carlo Back, Charles Margue, Roberto Traversini, Marc Hansen, Stéphanie Empain                              |
| 2023  | 8,55  | 4 / 60 | Joëlle Welfring, Meris Šehović, Sam Tanson, François Bausch |

### Élections européennes
| Année | %     | Sièges | Sièges         |
| ----- | ----- | ------ | -------------- |
| 1984  | 6,1   | 0 / 6  | 0 / 6          |
| 1989  | 10,4  | 0 / 6  | 0 / 6          |
| 1994  | 10,9  | 1 / 6  | Jup Weber (en) |
| 1999  | 10,7  | 1 / 6  | Claude Turmes  |
| 2004  | 15,0  | 1 / 6  | Claude Turmes  |
| 2009  | 16,8  | 1 / 6  | Claude Turmes  |
| 2014  | 15,0  | 1 / 6  | Claude Turmes  |
| 2019  | 18,91 | 1 / 6  | Tilly Metz     |
| 2024  | 11,76 | 1 / 6  | Tilly Metz     |

## Gouvernement
Depuis 2013, les Verts forment le gouvernement Bettel-Schneider avec le Parti ouvrier socialiste luxembourgeois (LSAP) et le Parti démocratique (DP). Les ministres qui représentent le parti sont Carole Dieschbourg (ministre de l'Environnement), François Bausch (ministre du Développement durable et de l'Infrastructure) et Félix Braz (ministre de la Justice). Un quatrième représentant est le secrétaire d'État Camille Gira.
Le 5 décembre 2018, la coalition entre le DP, le LSAP et Les Verts est renouvelée et forme le gouvernement Bettel-Schneider-Braz. Les ministres verts sont désormais Félix Braz (vice-Premier ministre et ministre de la Justice), Carole Dieschbourg (ministre de l'Environnement, du Climat et du Développement durable), François Bausch (ministre de la Mobilité et des Travaux publics, de la Défense et de la Sécurité intérieure), Claude Turmes (ministre de l'Aménagement du territoire et de l'Énergie) et Sam Tanson (ministre du Logement et de la Culture).